# اللجنة البارالمبية الوطنية الكاميرونية
اللجنة البارالمبية الوطنية الكاميرونية (الفرنسية: Comité national paralympique camerounais, اللجنة البارالمبية الوطنية الكاميرونية) (بالإنجليزية:Cameroonian National Paralympic Committee) هي المنظمة الرئيسية في الكاميرون للترويج للرياضات لذوي الإعاقات. تضم أربع منظمات أعضاء: الاتحاد الكاميروني للرياضات للمعاقين بصريًا (بالإنجليزية: Cameroonian Sports Federation for the Visually Impaired - FECASDEV)، الاتحاد الكاميروني للرياضات للمعاقين جسديًا (بالإنجليزية: Cameroonian Sports Federation for the Physically Disabled - FECASDEP)، الاتحاد الكاميروني للرياضات للمعاقين ذهنيًا (بالإنجليزية: Cameroonian Federation of Sports the Intellectually Disabled - FECASDI) والاتحاد الكاميروني للرياضات للصم (FECASSO). رئيس اللجنة البارالمبية الكاميرونية هو جان جاك ندودومو. تضم المنظمة أربعة نواب للرئيس، الذين يعملون أيضًا رؤساء للمنظمات الأعضاء في اللجنة.
تعود تاريخ اللجنة البارالمبية الكاميرونية إلى أوائل العقد 2010، بعد فترة كانت فيها اللجنة البارالمبية السابقة في الكاميرون تعاني من علاقات سيئة مع حكومة الكاميرون واللجنة البارالمبية الدولية. بعد إنشاء اللجنة البارالمبية الوطنية الكاميرونية رسميًا والاعتراف بها قانونيًا، تم وضع خطة استراتيجية وبدأت الأنشطة لبناء القدرات. تتلقى اللجنة البارالمبية الوطنية الكاميرونية بعض التمويل عبر المنح والرعاية. يرى المتابعون أن نجاح اللجنة البارالمبية الوطنية الكاميرونية في المستقبل يعتمد على دعم الحكومة لحركة البارا ترياثلون في الكاميرون.

## الحكم
تضم اللجنة البارالمبية الوطنية الكاميرونية أربع منظمات أعضاء: الاتحاد الكاميروني للرياضات للمعاقين بصريًا، الاتحاد الكاميروني للرياضات للمعاقين جسديًا، الاتحاد الكاميروني للرياضات للمعاقين ذهنيًا والاتحاد الكاميروني للرياضات للصم.
رئيس اللجنة البارالمبية الكاميرونية هو جان جاك ندودومو. شغل ندودومو هذا المنصب منذ أن تم إنشاء المنظمة رسميًا في 21 أغسطس 2011. قبل توليه هذا الدور، كان المدير العام لـ وكالة تنظيم الأسواق العامة كما شغل منصب رئيس فرع الكاميرون لـ الرابطة العالمية للدعوة والتضامن للألبينو . تم انتخابه لهذا الدور في انتخابات أغسطس 2011، وفاز بفترة رئاسية مدتها أربع سنوات بعد جمع 84 من أصل 87 صوتًا متاحًا حيث كان المرشح الوحيد الذي يترشح.
المنظمة تضم أربعة نواب للرئيس، يعملون أيضًا رؤساء للمنظمات الأعضاء في اللجنة البارالمبية الوطنية الكاميرونية. هؤلاء النواب هم جان ماري أليوكول مابييمي من الاتحاد الكاميروني للرياضات للمعاقين بصريًا، هيرفي غوي نغوي نغون من الاتحاد الكاميروني للرياضات للمعاقين جسديًا، نوربرت تسونغوي من الاتحاد الكاميروني للرياضات للمعاقين ذهنيًا وبيير فاليري بيمها من الاتحاد الكاميروني للرياضات للصم.
مهمة المنظمة هي تطوير الشراكات وتعبئة الموارد في الكاميرون لدعم الرياضيين البارالمبيين في البلاد. رؤيتهم هي تطوير الرياضات البارالمبية في الكاميرون للمساعدة في إنشاء مجتمع أكثر شمولًا وعدلاً للأشخاص ذوي الإعاقات. من المفترض أن تكون المنظمة غير سياسية في تعاملاتها. يقع مقر المنظمة في ياوندي.

## التاريخ
قبل إنشاء اللجنة البارالمبية الوطنية الكاميرونية، كانت الهيئة المسؤولة هي الاتحاد الكاميروني للرياضة للأشخاص ذوي الإعاقة. واجه الاتحاد عدة مشكلات، منها غياب الوضع القانوني كمنظمة، وعدم اعتراف الحكومة الكاميرونية أو اللجنة البارالمبية الدولية به، ووجود مزاعم عن لجان بارالمبية متعددة تدّعي تمثيل الكاميرون.
كما تم تعليق اللجنة الكاميرونية عدة مرات من قبل اللجنة البارالمبية الدولية بسبب مشاكل تتعلق بوزارة الرياضة واللجنة الجديدة، حيث كانت اللجنة البارالمبية الدولية تعترف بـ CNPC في حين لم تكن الحكومة تعترف بها كلجنة رسمية، إضافة إلى فشل اللجنة في دفع رسوم العضوية. وقد حدث أحد التعليقات في عام 2003، وآخر شمل أعوام 2005 و2008 و2009 و2010.
أنشأ القانون رقم 2011-18 بتاريخ 15 يوليو 2011 اللجنة الوطنية البارالمبية الكاميرونية بصفة رسمية، مما عالج مسألة الاعتراف الحكومي بها. وتم بموجبه حل الاتحاد الكاميروني للرياضة للأشخاص ذوي الإعاقة، والاعتراف بأربع اتحادات تابعة جديدة وهي:الاتحاد الكاميروني للرياضات للمعاقين بصريًا، الاتحاد الكاميروني للرياضات للمعاقين جسديًا، الاتحاد الكاميروني للرياضات للمعاقين ذهنيًا والاتحاد الكاميروني للرياضات للصم.
بعد التأسيس الرسمي للجنة في 2011، أُعطيَت اللجنة والاتحادات التابعة لها 30 يوماً لإجراء انتخابات لمجالس إدارتها. وكان بعض المرشحين معروفين مسبقًا، حيث انسحب رئيس الاتحاد أبينغ مبوزو من الترشح. بدأت عملية إنشاء اللجنة في مارس 2011، وتم تغيير اسم المنظمة إلى اللجنة البارالمبية الوطنية الكاميرونية "Comité National Paralympique Camerounais (CNPC)" في 21 أغسطس 2011. شكلت هذه التغييرات مرحلة جديدة في تطور المنظمة. في ديسمبر 2011، شاركت اللجنة البارالمبية الوطنية الكاميرونية لأول مرة في مؤتمر للجنة البارالمبية الدولية في بكين. وساهم ذلك في تطبيع العلاقة مع اللجنة الدولية، ما سمح للرياضيين الكاميرونيين بالمشاركة في بعض المنافسات بفضل برنامج التضامن البارالمبي.
وضعت اللجنة خطة استراتيجية للفترة بين 2013 و2016 بهدف التحضير للألعاب البارالمبية الصيفية 2016، شملت سبعة أهداف رئيسية منها: تحسين الهيكل التنظيمي، تنمية الموارد البشرية والمؤسسية، تعزيز البنية التحتية والمعدات الرياضية، زيادة الوعي بالرياضات البارالمبية، إنشاء مسارات تطوير للرياضيين، وضمان المشاركة في المسابقات الوطنية والدولية.
أنشأت اللجنة أول موقع إلكتروني لها في عام 2012 كجزء من مبادرة اللجنة الدولية لزيادة الحضور الرقمي لأعضائها. صُمم الموقع لتوفير المعلومات من المستوى المحلي إلى النخبة الرياضية البارالمبية في الكاميرون، وكان باللغة الفرنسية.
في ديسمبر 2012، شاركت اللجنة في ندوة تدريبية لألعاب القوى نظمتها اللجنة الدولية في داكار، السنغال، للدول الإفريقية الناطقة بالفرنسية.
شارك جان ماري أليوكول مابييم في تأليف دليل بعنوان "دليل الرياضة للأشخاص ذوي الإعاقة". وفي عام 2014، كان أحد المدربين في فعالية نظمتها CONFEJES في ياوندي بتنظيم وزارة الرياضة واللجنة البارالمبية. شارك فيها عشرون مسؤولاً رياضيًا من أربع دول إفريقية وسطى.
وفي 2014، نظمت اللجنة ورشة لبناء القدرات بالتعاون مع أكاديمية اللجنة البارالمبية الدولية، كجزء من خطة تحسين الحوكمة والإدارة في اللجان الوطنية الأعضاء. دول أخرى عقدت ورشات مشابهة في 2013 و2014 شملت غانا، الرأس الأخضر، إثيوبيا، هايتي، ليبيريا، بورتو ريكو، صربيا، سيشيل وفانواتو.

## التمويل
كان من بين مصادر تمويل حركة الرياضات الخاصة بذوي الإعاقة في الكاميرون منح مؤسسة أگيتوس (Agitos Foundation). ففي عام 2014، حصلت اللجنة البارالمبية الوطنية على منحة لتعزيز الرياضة البارالمبية في البلاد. كما حصلت اللجنة على منحة قدرها 800 يورو قبيل ألعاب ريو لدعم وتعزيز الرياضات البارالمبية ورياضات ذوي الإعاقة قبل وخلال وبعد الألعاب البارالمبية. جاءت هذه المنحة كجزء من برنامج تعزيز القدرات التنظيمية (Organisational Capacity Programme). وقد استُخدم المبلغ من قبل الكاميرون لتنظيم فعالية "تعال وجرب" في يوليو 2016، بالإضافة إلى الحصول على تغطية إعلامية إضافية من الراديو والتلفزيون. في يونيو 2016، وقعت اللجنة البارالمبية الوطنية الكاميرونية اتفاقية رعاية مع شركة "ماكرون" (MACRON) لتوفير زي الفريق الكاميروني في دورة الألعاب البارالمبية الصيفية 2016. واعتبرت اللجنة هذه الصفقة التاريخية خطوة مهمة نحو المزيد من الاحتراف في الرياضة البارالمبية بالكاميرون. يُنظر إلى النجاح المستقبلي للحركة البارالمبية في الكاميرون، من قِبل المهتمين برياضات ذوي الإعاقة، على أنه يعتمد على استمرار الدعم الحكومي وزيادته.

## ترجمات
1. ↑  اسم المنظمة باللغة الفرنسية هو، Fédération camerounaise de Football (Fécafoot).
2. ↑  اسم المنظمة باللغة الفرنسية هو، Fédération Camerounaise de Sports pour Déficients Physiques.
3. ↑  اسم المنظمة باللغة الفرنسية هو، Federation Camerounaise Des Sports Pour Deficients Intellectuals.
4. ↑  اسم المنظمة باللغة الفرنسية هو، Fédération Camerounaise de Sports pour Sourds.
5. ↑  اسم المنظمة باللغة الفرنسية هو، antenne du Cameroun de l'Association mondiale pour la défense des intérêts et la solidarité des albinos.